# Алисон Мак
Алисон Мак (енгл. Allison Mack) је америчка глумица, рођена 29. јула 1982. године у Прецу (Немачка).